# Gelis latrodectiphagus
Gelis latrodectiphagus är en stekelart som först beskrevs av Hesse 1942.  Gelis latrodectiphagus ingår i släktet Gelis och familjen brokparasitsteklar. Inga underarter finns listade i Catalogue of Life.